# Ніксонів шок

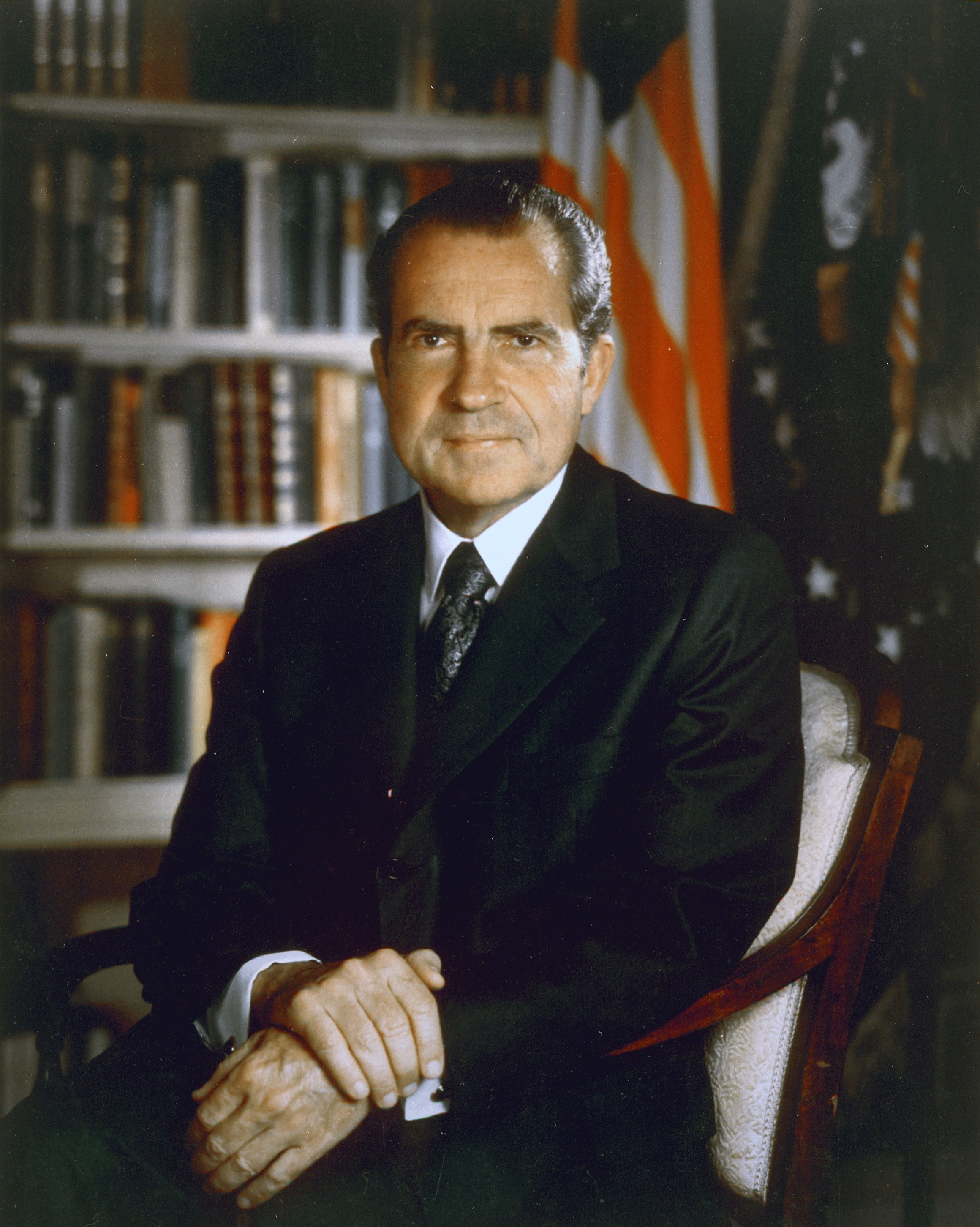
Річард Ніксон, 1971

Ніксонів шок, Ніксонівський шок, або Шок Ніксона (англ. Nixon Shock) був наслідком низки економічних заходів, включаючи заморожування заробітної плати та цін, надбавки до імпорту та одностороннє скасування прямої міжнародної конвертованості долара США в золото, вжитих президентом Сполучених Штатів Річардом Ніксоном 15 серпня 1971 року у відповідь на зростаючу інфляцію.
Хоча дії Ніксона формально не скасували існуючу Бреттон-Вудську систему міжнародного фінансового обміну, призупинення дії одного з її ключових компонентів фактично зробило Бреттон-Вудську систему недієздатною. Хоча Ніксон публічно заявляв про намір відновити пряму конвертованість долара після проведення реформ Бреттон-Вудської системи, всі спроби реформ виявилися невдалими. До 1973 року режим плаваючих валютних курсів де-факто замінив Бреттон-Вудську систему для інших світових валют.

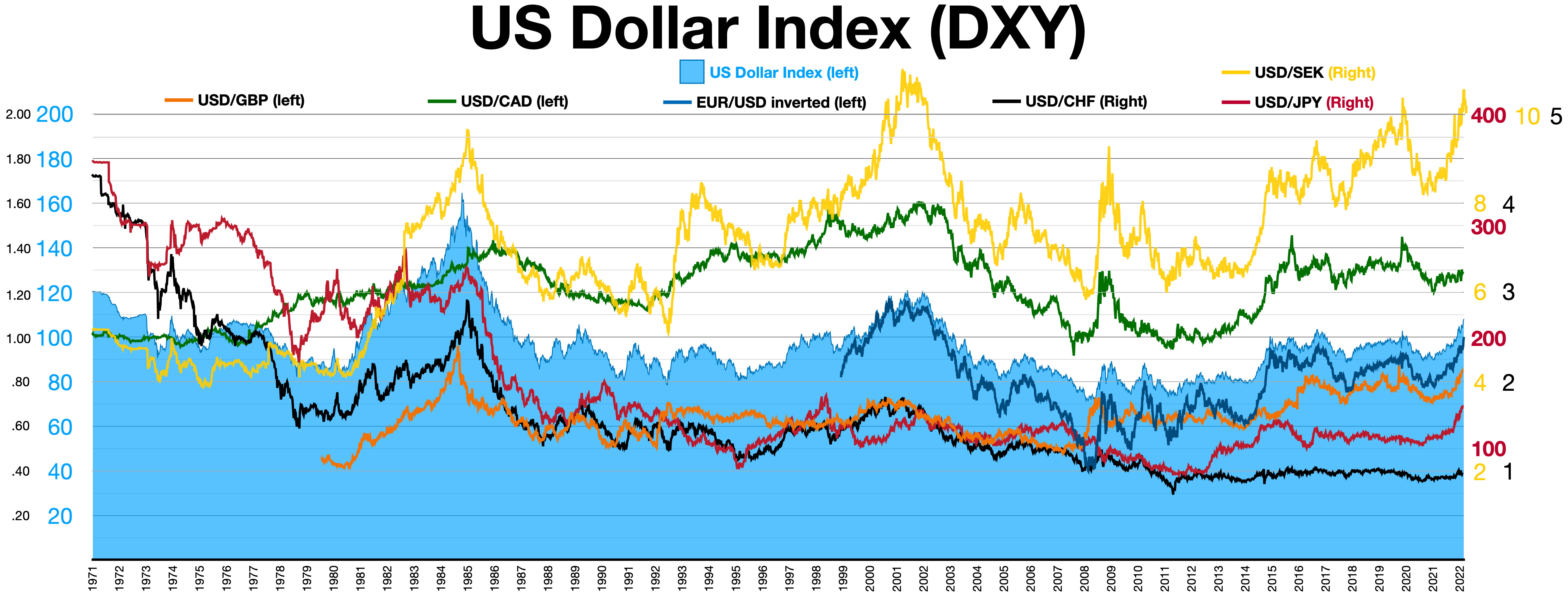
US Dollar Index (DXY)
USD/GBP exchange rate
USD/Canadian dollar exchange rate
EUR/USD (inverted) exchange rate
USD/JPY exchange rate
USD/SEK exchange rate
USD/CHF exchange rate

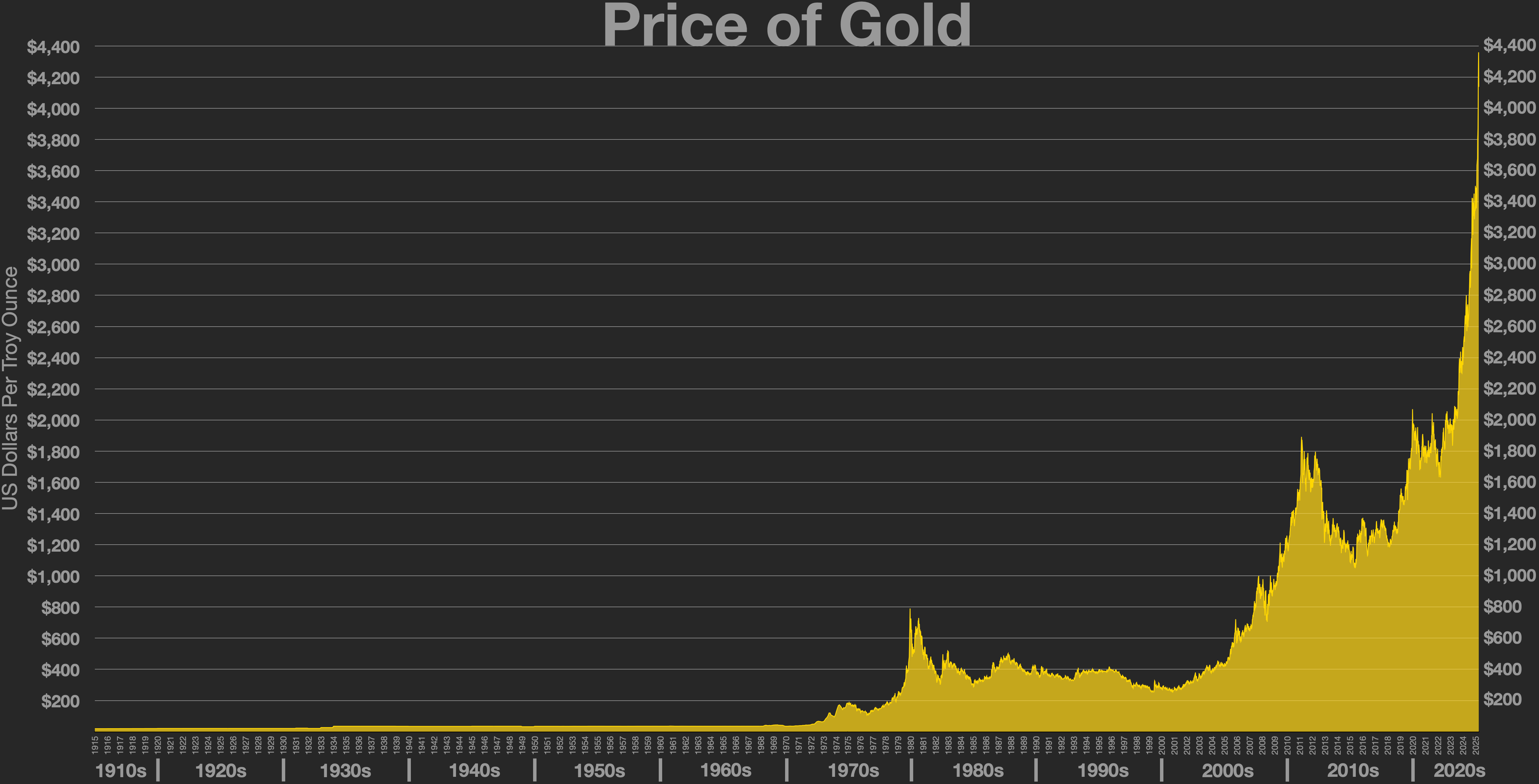
Ціна золота 1915—2022 рр.

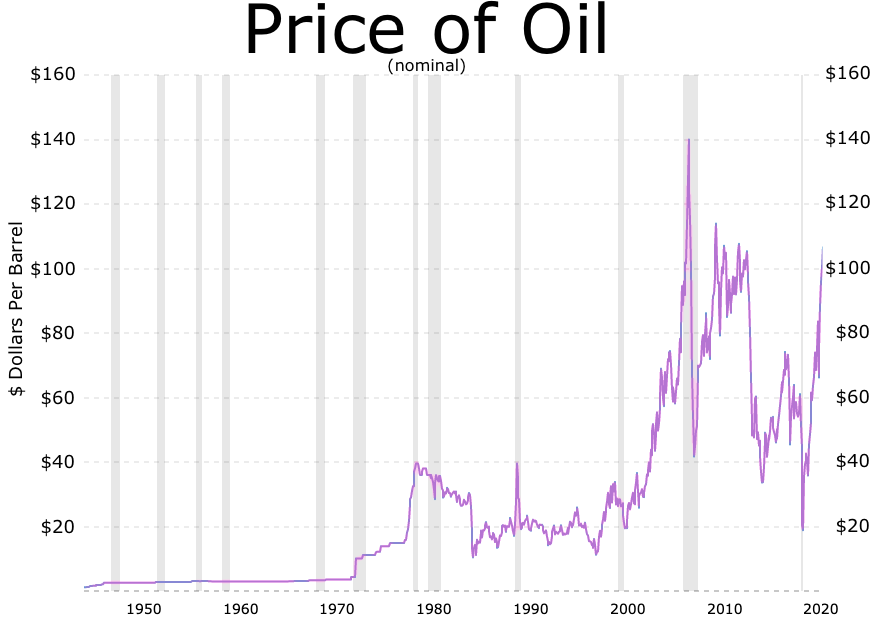
Ціна нафти 1946—2022 рр.

## Історичне тло

### Бреттон-Вудська система
У 1944 році представники 44 країн зустрілися в Бреттон-Вудсі, штат Нью-Гемпшир, щоб розробити нову міжнародну валютну систему, яка стала відомою як Бреттон-Вудська система. Учасники конференції сподівалися, що ця нова система «забезпечить стабільність обмінних курсів, запобігатиме конкурентним девальваціям і сприятиме економічному зростанню». Лише у 1958 році Бреттон-Вудська система почала діяти в повному обсязі. Відтепер країни розраховувалися за міжнародними рахунками в доларах, які можна було конвертувати в золото за фіксованим курсом 35 доларів за унцію, що викуповувалося урядом США. Таким чином, Сполучені Штати зобов'язалися забезпечити кожен долар за кордоном золотом, а інші валюти були прив'язані до долара.
Перші роки після Другої світової війни Бреттон-Вудська система працювала добре. Завдяки Плану Маршалла Японія та Європа відновлювалися після війни, а країни за межами США хотіли витрачати долари на американські товари — автомобілі, сталь, обладнання тощо. Оскільки США володіли понад половиною світового офіційного золотого запасу — 74 мільйонами унцій на кінець Другої світової війни — система здавалася безпечною. З 1950 по 1969 рік, у міру відновлення Німеччини та Японії, частка США у світовому економічному виробництві значно скоротилася — з 35 % до 27 %. Крім того, негативний платіжний баланс, зростаючий державний борг, спричинений війною у В'єтнамі, та монетарна інфляція Федеральної резервної системи призвели до того, що в 1960-х роках долар ставав дедалі переоціненим.

### Критика та занепад
У Франції Бреттон-Вудську систему назвали «непомірним привілеєм Америки», оскільки вона призвела до «асиметричної фінансової системи», де негромадяни США «вважають, що підтримують стандарти життя американців і субсидують американські транснаціональні компанії». Американський економіст Баррі Айхенгрін писав: «Бюро гравіювання та друку витрачає лише кілька центів, щоб виготовити 100-доларову купюру, але іншим країнам довелося розщедритися на 100 доларів реальних товарів, щоб отримати таку купюру». У лютому 1965 року президент Франції Шарль де Голль оголосив про свій намір обміняти свої доларові резерви США на золото за офіційним обмінним курсом. До 1966 року неамериканські центральні банки володіли 14 мільярдами доларів США, тоді як Сполучені Штати мали лише 13,2 мільярда доларів золотовалютних резервів. З цих резервів лише 3,2 мільярда доларів могли покривати іноземні авуари, а решта — внутрішні авуари.
До 1971 р. грошова маса зросла на 10 %. У травні 1971 року Західна Німеччина вийшла з Бреттон-Вудської системи, не бажаючи далі продавати німецьку марку за долари. У наступні три місяці цей крок зміцнив її економіку. При цьому долар знизився на 7,5 % щодо німецької марки. Інші країни почали вимагати обміну своїх доларів на золото. У липні Швейцарія викупила 50 мільйонів доларів. Франція придбала золото на 191 мільйон доларів. 5 серпня 1971 року Конгрес США оприлюднив доповідь, у якій рекомендував девальвувати долар, намагаючись захистити долар від «іноземних ціновиків». Також у серпні президент Франції Жорж Помпіду відправив лінкор до Нью-Йорка, щоб вивезти золоті родовища Франції. 9 серпня 1971 року, коли курс долара впав відносно європейських валют, Швейцарія вийшла з Бреттон-Вудської системи. Почав посилюватись тиск на Сполучені Штати з вимогою залишити Бреттон-Вудс. 11 серпня Велика Британія попросила перемістити 3 мільярди доларів золота з Форт-Нокса до Федерального резерву в Нью-Йорку. До 15 серпня Ніксон оголосив, що залишилося лише 10 000 метричних тонн золота, або менше половини запасів, які колись були у США.

## Відповідь Ніксона
На той час рівень безробіття у США становив 6,1 % (серпень 1971 року), а рівень інфляції — 5,84 % (1971 рік). Для боротьби з цими проблемами Ніксон проконсультувався з головою Федеральної резервної системи Артуром Бернсом, новим міністром фінансів Джоном Коннеллі та Полом Волкером, тодішнім заступником міністра з міжнародних валютних справ і майбутнім головою Федеральної резервної системи США. У другій половині дня в п'ятницю, 13 серпня 1971 року, Бернс, Коннеллі і Волкер, разом з дванадцятьма іншими високопоставленими радниками Білого дому і Міністерства фінансів, таємно зустрілися з Ніксоном у Кемп-Девіді. Були великі дебати про те, що робити Ніксону, але в кінцевому підсумку Ніксон, значною мірою покладаючись на поради самовпевненого Коннеллі, вирішив розірвати Бреттон-Вудську угоду, оголосивши 15 серпня про такі дії:
1. Ніксон доручив міністру фінансів Коннеллі призупинити, за певними винятками, конвертованість долара в золото або інші резервні активи, наказавши закрити «золоте вікно», щоб іноземні уряди більше не могли обмінювати свої долари на золото.
2. Ніксон видав указ № 11615 (відповідно до Закону про економічну стабілізацію 1970 року), яким наклав 90-денне заморожування зарплат і цін з метою протидії інфляції. Це був перший випадок, коли уряд США запровадив контроль над заробітною платою та цінами з часів Корейської війни.
3. Було встановлено 10-відсотковий тариф, щоб гарантувати, що американські товари не опиняться в невигідному становищі через очікувані коливання обмінних курсів.

Виступаючи по телебаченню в неділю, 15 серпня, коли американські фінансові ринки були закриті, Ніксон сказав таке:
Третій невід'ємний елемент побудови нового процвітання тісно пов'язаний зі створенням нових робочих місць та зупиненням інфляції. Ми повинні захистити позиції американського долара як стовпа монетарної стабільності в усьому світі.  За останні 7 років щороку відбувалася в середньому одна міжнародна валютна криза… Я доручив міністру Коннеллі тимчасово призупинити конвертованість долара в золото або інші резервні активи, за винятком сум і умов, визначених як такі, що відповідають інтересам монетарної стабільності та найкращим інтересам Сполучених Штатів.  Що це за дія, яка є дуже технічною, і що вона означає для вас?  Дозвольте мені роз'яснити [[wikt:bug-a-boo|bugaboo]] того, що називається девальвацією.  Якщо ви хочете купити іноземну машину або здійснити подорож за кордон, ринкові умови можуть призвести до того, що ваш долар подешевшає. Але якщо ви належите до переважної більшості американців, які купують товари американського виробництва в Америці, ваш долар завтра коштуватиме стільки ж, скільки й сьогодні.  Іншими словами, наслідком цієї дії буде стабілізація долара.

## Вплив та наслідки
Шок Ніксона широко вважається політичним успіхом, але економічним провалом, оскільки він спричинив рецесію 1973—1975 років, стагфляцію 1970-х років та нестабільність плаваючих валютних курсів.

### Політичні наслідки
З політичної точки зору дії Ніксона мали великий успіх. Американська громадськість повірила, що уряд рятує їх від цінового стрибка та валютної кризи, спричиненої іноземними чинниками. Наступного дня індекс Доу-Джонса зріс на 33 пункти, що стало найбільшим денним приростом на той момент, а в редакційній статті «Нью-Йорк Таймс» було написано: «Ми без вагань аплодуємо сміливості, з якою діяв президент».

### Економічний ефект та спадщина
До грудня 1971 року імпортний збір було скасовано в рамках загальної ревальвації валют країн Групи десятки (G-10), яким за Смітсонівською угодою було дозволено девальвувати на 2,25 % від узгодженого обмінного курсу. Як зазначає Дуглас Ірвін у звіті World Trade Review «Шок Ніксона після сорока років: The Import Surcharge Revisited», протягом кількох місяців американські чиновники не могли змусити інші країни погодитися на офіційну ревальвацію їхніх валют. [У березні 1973 року система фіксованих валютних курсів перетворилася на систему плаваючих валютних курсів. Валютні курси перестали бути основним засобом адміністрування монетарної політики урядів.
За часів плаваючого курсу, протягом 1970-х років, курс долара впав на третину. Крім того, Ніксонів шок спричинив величезні спекуляції проти долара. Німецька марка значно зміцнилася після того, як у травні 1971 року їй було дозволено плавати. Це змусило центральний банк Японії здійснити значні інтервенції на валютному ринку, щоб запобігти зростанню вартості єни. Протягом двох днів, 16—17 серпня 1971 року, центральний банк Японії був змушений купити 1,3 мільярда доларів, щоб підтримати курс долара і утримати єну на старому рівні — 360 єн за долар. Валютні резерви Японії швидко зросли: 2,7 мільярда доларів (30 %) через тиждень і 4 мільярди доларів наступного тижня. Проте ця масштабна інтервенція японського центрального банку не змогла запобігти падінню курсу долара США по відношенню до єни. Франція також була готова дозволити долару знецінитися по відношенню до франка, але не дозволити франку подорожчати по відношенню до золота. Навіть набагато пізніше Пол Волкер висловив жаль з приводу відмови від Бреттон-Вудських угод. У 2011 році Волкер сказав: «Ніхто не виграв. Європейці не змогли жити в умовах невизначеності і створили власну валюту, і тепер вона в біді».

## Подальше читання
- Butkiewicz, James L.; Ohlmacher, Scott. 2021. «Ending Bretton Woods: evidence from the Nixon tapes.» The Economic History Review
- Bordo, Michael D. 2018. «The Imbalances of the Bretton Woods System 1965 to 1973: U.S. Inflation, The Elephant in the Room». NBER Working Paper No. 25409.
- Bordo, Michael D.; Eichengreen, Barry, ред. (1993). A Retrospective on the Bretton Woods System: Lessons for International Monetary Reform. Bretton Woods, October 3–6, 1991. Chicago: National Bureau of Economic Research & University of Chicago Press. ISBN 0226065871.
- Gowa, Joanne. «State power, state policy: Explaining the decision to close the gold window.» Politics & Society 13.1 (1984): 91–117.
- Gray, William Glenn. «Floating the system: Germany, the United States, and the breakdown of Bretton Woods, 1969—1973.» Diplomatic History 31.2 (2007): 295—323.
- Odell, John S. «The U.S. and the emergence of flexible exchange rates: an analysis of foreign policy change.» International Organization 33.1 (1979): 57–81.